# 524 v. Chr.
Portal Geschichte | Portal Biografien | Aktuelle Ereignisse | Jahreskalender | Tagesartikel

◄ |
7. Jahrhundert v. Chr. |
6. Jahrhundert v. Chr. |
5. Jahrhundert v. Chr. |
►

◄ | 540er v. Chr. | 530er v. Chr. | 520er v. Chr. | 510er v. Chr. |
500er v. Chr. |
►

◄◄ | ◄ | 527 v. Chr. | 526 v. Chr. | 525 v. Chr. | 524 v. Chr. |
523 v. Chr. |
522 v. Chr. |
521 v. Chr. |
► |
►►

## Ereignisse

### Politik und Weltgeschehen
- Der Tyrann Lygdamis von Naxos wird von einer spartanischen Expedition abgesetzt, die sich auf dem Weg nach Samos befindet, um den dortigen Tyrannen Polykrates zu bekämpfen.
- Der Tyrann Aristodemos von Kyme wehrt einen gemeinsamen Angriff der Etrusker, Umbrer und Daunier auf die griechische Stadt Cumae in Italien ab.

### Sport
- Milon von Kroton feiert seinen vierten Olympiasieg im Ringen.